# Ladislao Mazurkiewicz
Ladislao Mazurkiewicz Iglesias (14 februari, 1945 – 2 januari, 2013) var en fotbollsmålvakt född i Piriápolis, Maldonado, Uruguay, som spelade större delen av sin karriär för Peñarol.
Mazurkiewicz representerade Uruguays landslag vid tre världsmästerskap i 13 matcher. Han spelade i 66 Copa Libertadores-matcher och var känd för att under hela sin karriär bära en helsvart mundering - i klubblag som landslag.

## Meriter
Uruguay
- Sydamerikanska mästerskapet: Guldmedaljör 1967
- Sydamerikanska U20-mästerskapet: 1964

 Peñarol
- Primera División de Uruguay: 1965, 1967, 1968, 1981
- Copa Libertadores: 1966
- Interkontinentala cupen: 1966, 1966
- Interkontinentala supercupen: 1969

 Atlético Mineiro
- Série A: 1971